# Repertorio operístico
El repertorio operístico es el conjunto de óperas que suelen representarse con cierta regularidad en un teatro de ópera. También se suele utilizar este nombre para nombrar aquellas óperas que son estándar en casi todos los teatros del mundo.
El repertorio ha variado notablemente con el trascurso de los años. En el siglo XX ocurrieron cambios notables. En la postguerra se vivió un interés renovado por el bel canto, esto es, se repusieron óperas de Gaetano Donizetti, Gioacchino Rossini y Vincenzo Bellini. Del primero se rescataron otras óperas diferentes de las archi conocidas L'elisir d'amore y Lucia di Lammermoor. Así, aparecieron títulos como la trilogía Tudor o Lucrezia Borgia. De Rossini se recuperaron y produjeron prácticamente todas sus obras, quizás las más destacadas son La Cenerentola, Semiramide, Tancredi, entre otras. En parte este reinassence se vivió gracias a la aparición de voces que cubrían los difíciles requisitos exigidos por las obras.
A finales del siglo XX se ha revivido otra parte importante del repertorio, la música barroca. Es por esto que se ha vuelto estándar producir óperas de compositores como Georg Friedrich Händel, Antonio Vivaldi o Claudio Monteverdi. Del primero se han establecido en el repertorio las óperas Giulio Cesare y Ariodante, entre otras.
A continuación una lista de las óperas que se han representado más de cien veces en la Ópera del Metropolitan.
| Compositor              | Obra                                                                                    | Año Estreno | Ciudad Estreno  |
| ----------------------- | --------------------------------------------------------------------------------------- | ----------- | --------------- |
| Ludwig van Beethoven    | Fidelio                                                                                 | 1805        | Viena           |
| Vincenzo Bellini        | Norma                                                                                   | 1831        | Milán           |
| Georges Bizet           | Carmen                                                                                  | 1875        | París           |
| Claude Debussy          | Pelléas et Mélisande                                                                    | 1902        | París           |
| Gaetano Donizetti       | L'elisir d'amore                                                                        | 1832        | Milán           |
| Gaetano Donizetti       | Lucia di Lammermoor                                                                     | 1835        | Nápoles         |
| Gaetano Donizetti       | Don Pasquale                                                                            | 1843        | París           |
| Friedrich von Flotow    | Martha                                                                                  | 1847        | Viena           |
| Umberto Giordano        | Andrea Chénier                                                                          | 1896        | Milán           |
| Charles Gounod          | Faust                                                                                   | 1859        | París           |
| Charles Gounod          | Roméo et Juliette                                                                       | 1867        | París           |
| Engelbert Humperdinck   | Hänsel und Gretel                                                                       | 1893        | Weimar          |
| Ruggiero Leoncavallo    | I Pagliacci                                                                             | 1892        | Milán           |
| Pietro Mascagni         | Cavalleria Rusticana                                                                    | 1890        | Roma            |
| Jules Massenet          | Manon                                                                                   | 1884        | París           |
| Giacomo Meyerbeer       | Les Huguenots                                                                           | 1836        | París           |
| Wolfgang Amadeus Mozart | Le nozze di Figaro (Las bodas de Fígaro)                                                | 1786        | Viena           |
| Wolfgang Amadeus Mozart | Don Giovanni                                                                            | 1787        | Praga           |
| Wolfgang Amadeus Mozart | Cosi fan tutte                                                                          | 1790        | Viena           |
| Wolfgang Amadeus Mozart | Die Zauberflöte (La flauta mágica)                                                      | 1791        | Viena           |
| Modest Músorgski        | Borís Godunov                                                                           | 1874        | San Petersburgo |
| Jacques Offenbach       | Les contes d'Hoffmann                                                                   | 1881        | París           |
| Amilcare Ponchielli     | La Gioconda                                                                             | 1876        | Milán           |
| Giacomo Puccini         | Manon Lescaut                                                                           | 1893        | Turín           |
| Giacomo Puccini         | La Bohème                                                                               | 1896        | Turín           |
| Giacomo Puccini         | Tosca                                                                                   | 1900        | Roma            |
| Giacomo Puccini         | Madama Butterfly                                                                        | 1904        | Milán           |
| Giacomo Puccini         | Gianni Schicchi                                                                         | 1918        | Nueva York      |
| Giacomo Puccini         | Turandot                                                                                | 1926        | Milán           |
| Gioacchino Rossini      | Il barbiere di Siviglia                                                                 | 1816        | Roma            |
| Camille Saint-Saëns     | Samson et Dalila                                                                        | 1877        | Weimar          |
| Johann Strauss          | Die Fledermaus (El murciélago)                                                          | 1874        | Viena           |
| Richard Strauss         | Salome                                                                                  | 1905        | Dresde          |
| Richard Strauss         | Der Rosenkavalier (El caballero de la rosa)                                             | 1911        | Dresde          |
| Piotr Ilich Chaikovski  | Eugene Onegin                                                                           | 1879        | Moscú           |
| Ambroise Thomas         | Mignon                                                                                  | 1866        | París           |
| Giuseppe Verdi          | Rigoletto                                                                               | 1851        | Venecia         |
| Giuseppe Verdi          | Il Trovatore                                                                            | 1853        | Roma            |
| Giuseppe Verdi          | La Traviata                                                                             | 1853        | Venecia         |
| Giuseppe Verdi          | Un ballo in maschera                                                                    | 1859        | Roma            |
| Giuseppe Verdi          | La Forza del Destino                                                                    | 1862        | San Petersburgo |
| Giuseppe Verdi          | Don Carlo                                                                               | 1867        | París           |
| Giuseppe Verdi          | Aida                                                                                    | 1871        | El Cairo        |
| Giuseppe Verdi          | Simón Boccanegra (versión revisada)                                                     | 1881        | Milán           |
| Giuseppe Verdi          | Otello                                                                                  | 1887        | Milán           |
| Giuseppe Verdi          | Falstaff                                                                                | 1893        | Milán           |
| Richard Wagner          | Der fliegende Holländer (El neerlandés errante )                                        | 1843        | Dresde          |
| Richard Wagner          | Tannhäuser                                                                              | 1845        | Dresde          |
| Richard Wagner          | Lohengrin                                                                               | 1850        | Weimar          |
| Richard Wagner          | Die Meistersinger von Nürnberg (Los maestros cantores de Núremberg)                     | 1868        | Múnich          |
| Richard Wagner          | Der Ring des Nibelungen (El anillo del nibelungo) (tetralogía completa: Bayreuth, 1876) | 1876        | Bayreuth        |
| Richard Wagner          | Das Rheingold (El oro del Rin)                                                          | 1869        | Múnich          |
| Richard Wagner          | Die Walküre (La valquiria)                                                              | 1870        | Múnich          |
| Richard Wagner          | Siegfried                                                                               | 1876        | Bayreuth        |
| Richard Wagner          | Götterdämmerung (El ocaso de los dioses)                                                | 1876        | Bayreuth        |
| Richard Wagner          | Tristan und Isolde                                                                      | 1865        | Múnich          |
| Richard Wagner          | Parsifal                                                                                | 1882        | Bayreuth        |

Prácticamente, estas 57 óperas son parte del repertorio de casi todos los teatros del mundo, con las excepciones de Martha (Flotow - no representada en el Met desde 1968), Les Huguenots (Meyerbeer - montada por banca Erick 40 vez en 1915) y Mignon (Thomas - 1949).